# Represa do Batatã
A Represa do Batatã é um reservatório para o abastecimento de água potável, situado na cidade de São Luís do Maranhão, dentro do Parque Estadual do Bacanga.
Foi construído em 1964 pelo Departamento Nacional de Obras e Saneamento (DNOS).
Possui comprimento de 465 metros e altura máxima de 17 metros, podendo acumular 4,6 milhões de metros cúbicos de água. Recebe água do rio Batatã (afluente do rio Bacanga), do rio da Prata (afluente do rio Batatã, após a represa, tendo suas águas bombeadas para ela), tendo também recebido do rio Maracanã, no passado.
Integra o Sistema Produtor Sacavém, que é abastecido pelas águas superficiais do Reservatório Batatã e do rio da Prata, bem como pelas águas subterrâneas provenientes da bateria de 14 poços tubulares que descarregam suas águas no igarapé Mãe Isabel. Os outros Sistemas Produtores que abastecem a cidade de São Luís são o Sistema Italuís, o Sistema Paciência, além de sistemas de poços isolados.
A represa é responsável pelo abastecimento de 20% da população da cidade, em aproximadamente 30 bairros da região central.
Entretanto, o Batatã vem sofrendo há anos com grave redução de seu volume, prejudicando o abastecimento. A última vez em que atingiu o volume máximo foi em 2008. Entre as causas apontadas, estão a degradação do parque ambiental provocada por ocupações irregulares; desmatamento da mata ciliar e assoreamento do rio Batatã; retirada de pedra e barro; produção de lixo; e até mesmo sendo identificadas a existência de carvoarias na mata. Em 2020, em decorrência de fortes chuvas na capital, o reservatório atingiu a capacidade máxima.